# Łarisa Turczinska
Łarisa Aleksandrowna Turczinska (ros. Лариса Александровна Турчинская, z domu Nikitina, [Никитина]; ur. 29 kwietnia 1965 w Kostromie) – rosyjska lekkoatletka, wieloboistka. W czasie swojej kariery reprezentowała również Związek Socjalistycznych Republik Radzieckich oraz Wspólnotę Niepodległych Państw. Rosjanka jest jedną z pięciu zawodniczek w historii, która przekroczyła granicę 7000 punktów w siedmioboju.

## Sukcesy sportowe
- dwukrotna mistrzyni ZSRR w siedmioboju – 1987, 1989[1]

| Rok  | Miasto     | Zawody                    | Konkurencja | Wynik         |
| ---- | ---------- | ------------------------- | ----------- | ------------- |
| 1987 | Rzym       | mistrzostwa świata        | siedmiobój  | srebrny medal |
| 1989 | Duisburg   | letnia uniwersjada        | siedmiobój  | złoty medal   |
| 1994 | Paryż      | halowe mistrzostwa Europy | pięciobój   | złoty medal   |
| 1994 | Helsinki   | mistrzostwa Europy        | siedmiobój  | 4. miejsce    |
| 1994 | Petersburg | Igrzyska dobrej woli      | siedmiobój  | srebrny medal |

## Rekordy życiowe
| Dystans                               | Wynik   | Miasto i data                     |
| ------------------------------------- | ------- | --------------------------------- |
| siedmiobój                            | 7007    | Briańsk 11/06/1989 (rekord Rosji) |
| pięciobój (hala)                      | 4801    | Paryż 11/03/1994                  |
| bieg na 200 metrów                    | 23,97   | Briańsk 10/06/1989                |
| bieg na 800 metrów                    | 2:15,31 | Briańsk 11/06/1989                |
| bieg na 800 metrów (hala)             | 2:18,85 | Paryż 11/03/1994                  |
| bieg na 60 metrów przez płotki (hala) | 8,39    | Lipieck 04/02/1994                |
| bieg na 100 metrów przez płotki       | 13,40   | Briańsk 10/06/1989                |
| skok wzwyż                            | 1,89    | Briańsk 10/06/1989                |
| skok w dal                            | 6,75    | Helmond 16/07/1989                |
| skok w dal (hala)                     | 6,59    | Lipieck 04/02/1994                |
| trójskok                              | 13,57   | Tuła 09/07/1997                   |
| pchnięcie kulą                        | 16,45   | Briańsk 10/06/1989                |
| pchnięcie kulą (hala)                 | 15,88   | Paryż 11/03/1994                  |
| rzut oszczepem (stary model)          | 59,28   | Duisburg 29/08/1989               |